# David Brabham
David Philip Brabham (Wimbledon, Londres, 5 de setembro de 1965) é um automobilista australiano de Fórmula 1 que correu pelas equipes Brabham e Simtek. David é filho do tricampeão de Fórmula 1 Jack Brabham e irmão do também ex-pilotos: Geoff Brabham (mais velho) e Gary Brabham (meio).

## História
Brabham encerra a carreira na Fórmula 1 em 1995, passando a competir em campeonatos de turismo e GT.  Correu pela BMW do BTCC, mas sem sucesso. Em 1996 disputou o campeonato japonês de Super GT pela equipe Team Goh, onde foi campeão guinado uma McLaren F1 GTR junto com o suíço John Nielsen. 
Em 1998 parte para os Estados Unidos para disputar a IMSA pela equipe Panoz, participando da transição para American Le Mans Series no ano seguinte, quando vence a Petit Le Mans com o modelo Panoz LMP-1 Roadster-SFord, guindo junto com o Frances Éric Bernard e o britânico Andy Wallace. 
Competiu na Panoz nas classes GT e LMP até 2002, quando se transferiu para a Prodrive com uma Ferrari 550-GTS Maranello, terminando o campeonato em segundo lugar, com vitórias no Grande Prêmio de Washington e em Sonoma, guinado junto com Jan Magnussen. 
No ano de 2004, disputou provas da ALMS pela ACEMCO Motorsports com um Saleen S7-R e na Krohn Racing com o modelo Lamborghini Murciélago R-GT. 
Em 2005 foi contratado pela Aston Martin Racing para guiar o modelo DBR9. Venceu as 12 Horas de Sebring. No ano seguinte mudou para a Multimatic Motorsports, vencendo novamente as 12 Horas de Sebring no carro Acura ARX-01, dividindo a direção com o canadense Scott Maxwell e o francês Sébastien Bourdais. 
Brabham venceu em 2008 as etapas de Long Beach, Lime Rock, Road América, Mosport com o 	Acura ARX-01B na categoria LMP2, junto com Scott Sharp.
Foi o vencedor geral nas 24 Horas de Le Mans de 2009 pela Peugeot, pilotando o modelo 908 HDi com o espanhol Marc Gené e o austriaco Alexander Wurz.

### Fórmula 1[2]
(legenda) 
| Ano  | Equipe                    | Chassis      | Motor      | 1         | 2         | 3         | 4         | 5         | 6         | 7         | 8         | 9         | 10        | 11        | 12        | 13        | 14        | 15        | 16        | Pontos | Posição |
| ---- | ------------------------- | ------------ | ---------- | --------- | --------- | --------- | --------- | --------- | --------- | --------- | --------- | --------- | --------- | --------- | --------- | --------- | --------- | --------- | --------- | ------ | ------- |
| 1990 | Motor Racing Developments | Brabham BT59 | Judd EV V8 | EUA       | BRA       | SMR NQ P  | MON Ret P | CAN NQ P  | MEX Ret P | FRA 15º P | GBR NQ P  | GER Ret P | HUN NQ P  | BEL Ret P | ITA NQ P  | POR Ret P | ESP NQ P  | JAP Ret P | AUS Ret P | 0      | NC 34º  |
| 1994 | MTV Simtek Ford           | Simtek S941  | Ford HB V8 | BRA 12º G | PAC Ret G | SMR Ret G | MON Ret G | ESP 10º G | CAN 14º G | FRA Ret G | GBR 15º G | GER Ret G | HUN 11º G | BEL Ret G | ITA Ret G | POR Ret G | EUR Ret G | JPN 12º G | AUS Ret G | 0      | NC 31º  |

### 24 Horas de Le Mans[3]
| Ano  | Equipe                         | Nº  | Co-Pilotos                               | Chassi                               | Pneus | Classe | Voltas | Posição | Posição Na Categoria |
| Ano  | Equipe                         | Nº  | Co-Pilotos                               | Motor                                | Pneus | Classe | Voltas | Posição | Posição Na Categoria |
| ---- | ------------------------------ | --- | ---------------------------------------- | ------------------------------------ | ----- | ------ | ------ | ------- | -------------------- |
| 1992 | Toyota Team Tom's              | 7   | Geoff Lees Ukyo Katayama                 | Toyota TS010                         | G     | C1     | 192    | DNF     | DNF                  |
| 1992 | Toyota Team Tom's              | 7   | Geoff Lees Ukyo Katayama                 | Toyota RV10 3.5L V10                 | G     | C1     | 192    | DNF     | DNF                  |
| 1993 | TWR Jaguar Racing              | 50  | John Nielsen David Coulthard             | Jaguar XJ220                         | D     | GT     | 192    | DSQ     | DSQ                  |
| 1993 | TWR Jaguar Racing              | 50  | John Nielsen David Coulthard             | Jaguar JV6 3.5L Turbo V6             | D     | GT     | 192    | DSQ     | DSQ                  |
| 1996 | Gulf Racing GTC Racing         | 34  | Pierre-Henri Raphanel Lindsay Owen-Jones | McLaren F1 GTR                       | M     | GT1    | 335    | 5º      | 4º                   |
| 1996 | Gulf Racing GTC Racing         | 34  | Pierre-Henri Raphanel Lindsay Owen-Jones | BMW S70 6.1L V12                     | M     | GT1    | 335    | 5º      | 4º                   |
| 1997 | David Price Racing             | 55  | Perry McCarthy Doc Bundy                 | Panoz Esperante GTR-1                | G     | GT1    | 145    | DNF     | DNF                  |
| 1997 | David Price Racing             | 55  | Perry McCarthy Doc Bundy                 | Ford (Roush) 6.0L V8                 | G     | GT1    | 145    | DNF     | DNF                  |
| 1998 | Panoz Motorsports Inc.         | 45  | Andy Wallace Jamie Davies                | Panoz Esperante GTR-1                | M     | GT1    | 365    | 7º      | 7º                   |
| 1998 | Panoz Motorsports Inc.         | 45  | Andy Wallace Jamie Davies                | Ford (Roush) 6.0L V8                 | M     | GT1    | 365    | 7º      | 7º                   |
| 1999 | Panoz Motorsports              | 12  | Éric Bernard Butch Leitzinger            | Panoz LMP-1 Roadster-S               | M     | LMP    | 336    | 7º      | 6º                   |
| 1999 | Panoz Motorsports              | 12  | Éric Bernard Butch Leitzinger            | Ford (Élan) 6.0L V8                  | M     | LMP    | 336    | 7º      | 6º                   |
| 2000 | Panoz Motorsports              | 11  | Jan Magnussen Mario Andretti             | Panoz LMP-1 Roadster-S               | M     | LMP900 | 315    | 15º     | 8º                   |
| 2000 | Panoz Motorsports              | 11  | Jan Magnussen Mario Andretti             | Élan 6L8 6.0L V8                     | M     | LMP900 | 315    | 15º     | 8º                   |
| 2001 | Panoz Motorsports              | 12  | Jan Magnussen Franck Lagorce             | Panoz LMP07                          | M     | LMP900 | 85     | DNF     | DNF                  |
| 2001 | Panoz Motorsports              | 12  | Jan Magnussen Franck Lagorce             | Élan (Zytek) 4.0L V8                 | M     | LMP900 | 85     | DNF     | DNF                  |
| 2002 | Panoz Motor Sports             | 11  | Jan Magnussen Bryan Herta                | Panoz LMP01 Evo                      | M     | LMP900 | 90     | DNF     | DNF                  |
| 2002 | Panoz Motor Sports             | 11  | Jan Magnussen Bryan Herta                | Élan 6L8 6.0L V8                     | M     | LMP900 | 90     | DNF     | DNF                  |
| 2003 | Team Bentley                   | 8   | Mark Blundell Johnny Herbert             | Bentley Speed 8                      | M     | LMGTP  | 375    | 2º      | 2º                   |
| 2003 | Team Bentley                   | 8   | Mark Blundell Johnny Herbert             | Bentley 4.0L Turbo V8                | M     | LMGTP  | 375    | 2º      | 2º                   |
| 2004 | Zytek Engineering, Ltd.        | 22  | Andy Wallace Hayanari Shimoda            | Zytek 04S                            | M     | LMP1   | 167    | DNF     | DNF                  |
| 2004 | Zytek Engineering, Ltd.        | 22  | Andy Wallace Hayanari Shimoda            | Zytek ZG348 3.4L V8                  | M     | LMP1   | 167    | DNF     | DNF                  |
| 2005 | Aston Martin Racing            | 59  | Stéphane Sarrazin Darren Turner          | Aston Martin DBR9                    | M     | GT1    | 333    | 9º      | 3º                   |
| 2005 | Aston Martin Racing            | 59  | Stéphane Sarrazin Darren Turner          | Aston Martin 6.0L V12                | M     | GT1    | 333    | 9º      | 3º                   |
| 2006 | Russian Age Racing Team Modena | 62  | Antonio García Nelson Piquet Jr.         | Aston Martin DBR9                    | M     | GT1    | 343    | 9º      | 4º                   |
| 2006 | Russian Age Racing Team Modena | 62  | Antonio García Nelson Piquet Jr.         | Aston Martin 6.0L V12                | M     | GT1    | 343    | 9º      | 4º                   |
| 2007 | Aston Martin Racing            | 009 | Darrem Turner Rickard Rydell             | Aston Martin DBR9                    | M     | GT1    | 343    | 5º      | 1º                   |
| 2007 | Aston Martin Racing            | 009 | Darrem Turner Rickard Rydell             | Aston Martin 6.0L V12                | M     | GT1    | 343    | 5º      | 1º                   |
| 2008 | Aston Martin Racing            | 009 | Antonio García Darrem Turner             | Aston Martin DBR9                    | M     | GT1    | 344    | 13º     | 1º                   |
| 2008 | Aston Martin Racing            | 009 | Antonio García Darrem Turner             | Aston Martin 6.0 L V12               | M     | GT1    | 344    | 13º     | 1º                   |
| 2009 | Peugeot Sport Total            | 9   | Marc Gené Alexander Wurz                 | Peugeot 908 HDi FAP                  | M     | LMP1   | 382    | 1º      | 1º                   |
| 2009 | Peugeot Sport Total            | 9   | Marc Gené Alexander Wurz                 | Peugeot HDi 5.5 L Turbo V12 (Diesel) | M     | LMP1   | 382    | 1º      | 1º                   |
| 2010 | Highcroft Racing               | 26  | Marino Franchitti Marco Werner           | HPD ARX-01C                          | M     | LMP2   | 296    | 25º     | 9º                   |
| 2010 | Highcroft Racing               | 26  | Marino Franchitti Marco Werner           | HPD AL7R 3.4 L V8                    | M     | LMP2   | 296    | 25º     | 9º                   |
| 2012 | JRM                            | 22  | Peter Dumbreck Karun Chandhok            | HPD ARX-03a                          | M     | LMP1   | 357    | 6º      | 6º                   |
| 2012 | JRM                            | 22  | Peter Dumbreck Karun Chandhok            | Honda LM-V8 3.4 L V8                 | M     | LMP1   | 357    | 6º      | 6º                   |